# الحبيب بيدة
الحبيب بيدة، ولد بجزيرة قرقنة في 4 فبراير 1953 رسام وناقد تونسي، وأستاذ جامعي بالمعهد التكنولوجي للفن والهندسة المعمارية والتعمير بتونس.

## تكوينه
دخل مدرسة الفنون الجميلة بتونس عام 1973 وتخرج منها عام 1977م. في عام 1980 ناقش أطروحة دكتوراه المرحلة الثالثة في الجمالية وعلوم الفن وكان موضوعها: فن وخط وزخرفة المخطوط القرآني من القرن التاسع إلى القرن الثاني عشر. المكتبة الوطنية بتونس. في عام 1993 ناقش أطروحة دكتوراه دولة بجامعة باريس الأولى السوربون حول: مفهوم تقليد الطبيعة في الفن العربي الإسلامي. 

## أعماله
أقام أول معرض له عام 1980 كما شارك في العديد من المعارض والتظاهرات الثقافية بتونس وخارجها، حيث عرض بكل من البلدان التالية: فرنسا، ليبيا، إسبانيا، ألمانيا، سويسرا، بلغاريا، رومانيا، المغرب، الجزائر، موريتانيا، الكويت، سوريا، الأردن، الإمارات العربية المتحدة، سلطنة عمان، الهند، كوبا.

## اعترافات
- الجائزة الثانية لمعرض اتحاد التشكيليين التونسيين.
- الجائزة الخاصة بلجنة التحكيم لمعرض الشارقة الذي ينتظم مرة كل سنتين.
- الجائزة الكبرى لمدينة تونس.
- جائزة مدينة صفاقس لعام 2008.

## وصلة خارجية
- الحبيب بيدة على موقع أرشيف الشارخ.

موقع الحبيب بيدة على الانترنت
1. 1 2 3 4   http://repertoire-artistestunisiens.com/habib-bida/. {{استشهاد ويب}}: |url= بحاجة لعنوان (مساعدة) والوسيط |title= غير موجود أو فارغ (من ويكي بيانات) (مساعدة)
2. ↑   https://www.theses.fr/1993PA010751. {{استشهاد ويب}}: |url= بحاجة لعنوان (مساعدة) والوسيط |title= غير موجود أو فارغ (من ويكي بيانات) (مساعدة)